# 1590 pr. n. št.

## Smrti
- Muršili I., kralj Hetitov (* ni znano) (srednja kronologija)